# 小維斯卡區

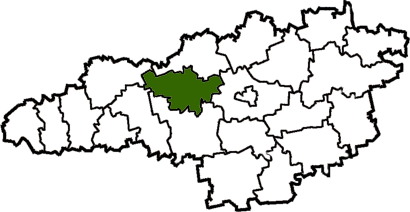
小維斯卡區在基洛夫格勒州的位置

小維斯卡區（烏克蘭語：Маловисківський район）是位於烏克蘭中部基洛夫格勒州的舊區，区府为小維斯卡，並於2020年被撤銷。該區面積1,111平方公里，2013年人口44,890，人口密度每平方公里40.41人。